# Sabina Classen
Pour les articles homonymes, voir Classen.
Sabina Classen (née Sabina Hirtz le 27 décembre 1963 à Aix-la-Chapelle en Allemagne) est une chanteuse de thrash metal allemande, connue comme étant la chanteuse des groupes Holy Moses et Temple of the Absurd.

## Biographie
À l'âge de 14 ans, Sabina Classen s'oriente vers la psychothérapie. En 1981, elle rejoint le groupe de thrash metal Holy Moses, aux côtés de son petit ami Andy Classen,. En 1984, alors que plusieurs membres du groupes sont remplacés, Sabina Classen quite brièvement le groupe. Elle rejoint Holy Moses au bout de quelques semaines puis enregistre les démos Walpurgis Night et The Bitch avec le groupe. À la fin des années 1980, elle présente l'émission Mosh sur RTL TV,. Après la dissolution de Holy Moses en 1992, la chanteuse forme Temple of the Absurd avec Schrödey, guitariste du groupe allemand Warpath. Sabina Classen reforme Holy Moses en 2000 avec de tous nouveaux membres.
En 2005, elle collabore avec le groupe Reckless Tide sur leur album Repent or Seal Your Fate.
En 2016, elle sort Der Messie in uns: Wie wir Wohnung und Seele entrümpeln, un livre traitant de la syllogomanie (ou accumulation compulsive).

## Style et influence
Lorsqu'elle rejoint Holy Moses en 1981, Sabina Classen est l'une des toutes premières femmes à évoluer dans le metal extrême, et aussi l'une des premières à utiliser la technique du growl dans sa façon de chanter. Son chant est décrit comme « guttural, abrasif et bourru ». La chanteuse allemande cite Ozzy Osbourne et Cronos du groupe anglais Venom parmi ses influences. Elle a aussi déclaré être fan de Cannibal Corpse.
Lauryn Schaffner du site musical Loudwire a décrit Sabina Classen comme « une légende mineure dans la scène metal européenne ». Pour Eduardo Rivadavia d'AllMusic, elle est « l'une des rares chanteuses à défier ce club des garçons qu'était celui du thrash metal des années 1980 ». Alex Henderson du même site pense qu'elle est « un rare exemple de chanteuse de thrash metal ». Sabina Classen est perçue comme un modèle aux yeux de nombreuses musiciennes de heavy metal/metal extrême.

## Vie privée
Sabina Hirtz se marie en 1983 avec le guitariste Andy Classen ; ils divorcent onze ans plus tard, en 1994. Elle réside à Wohltorf.

## Discographie

### Avec Holy Moses
- Queen of Siam (1986)
- Finished with the Dogs (1987)
- The New Machine of Liechtensten (1989)
- World Chaos (1990)
- Terminal terror (1991)
- Reborn Dogs (1992)
- No Matter What's the Cause (1994)
- Disorder of the Order (2002)
- Strength Power Will Passion (2005)
- Agony of Death (2008)
- Redefined Mayhem (2014)

### Avec Temple of the Absurd
- Absurd (1995)
- Mother, Creator, God (1999)